# Offekerque
Offekerque is een gemeente in het Franse departement Pas-de-Calais (regio Hauts-de-France). De plaats maakt deel uit van het arrondissement Calais. Offekerque telde op 1 januari 2022 1.288 inwoners.
Het dorp heette oorspronkelijk Hove (12e eeuw), Hovekirke (15e eeuw) of Hofkercke (Mercatorkaart, 16e eeuw). De huidige naam is daarvan een fonetische nabootsing omdat in het Frans de 'h' niet wordt uitgesproken.

## Geografie
De oppervlakte van Offekerque bedroeg op 1 januari 2022 13,37 vierkante kilometer; de bevolkingsdichtheid was toen 96,3 inwoners per km².

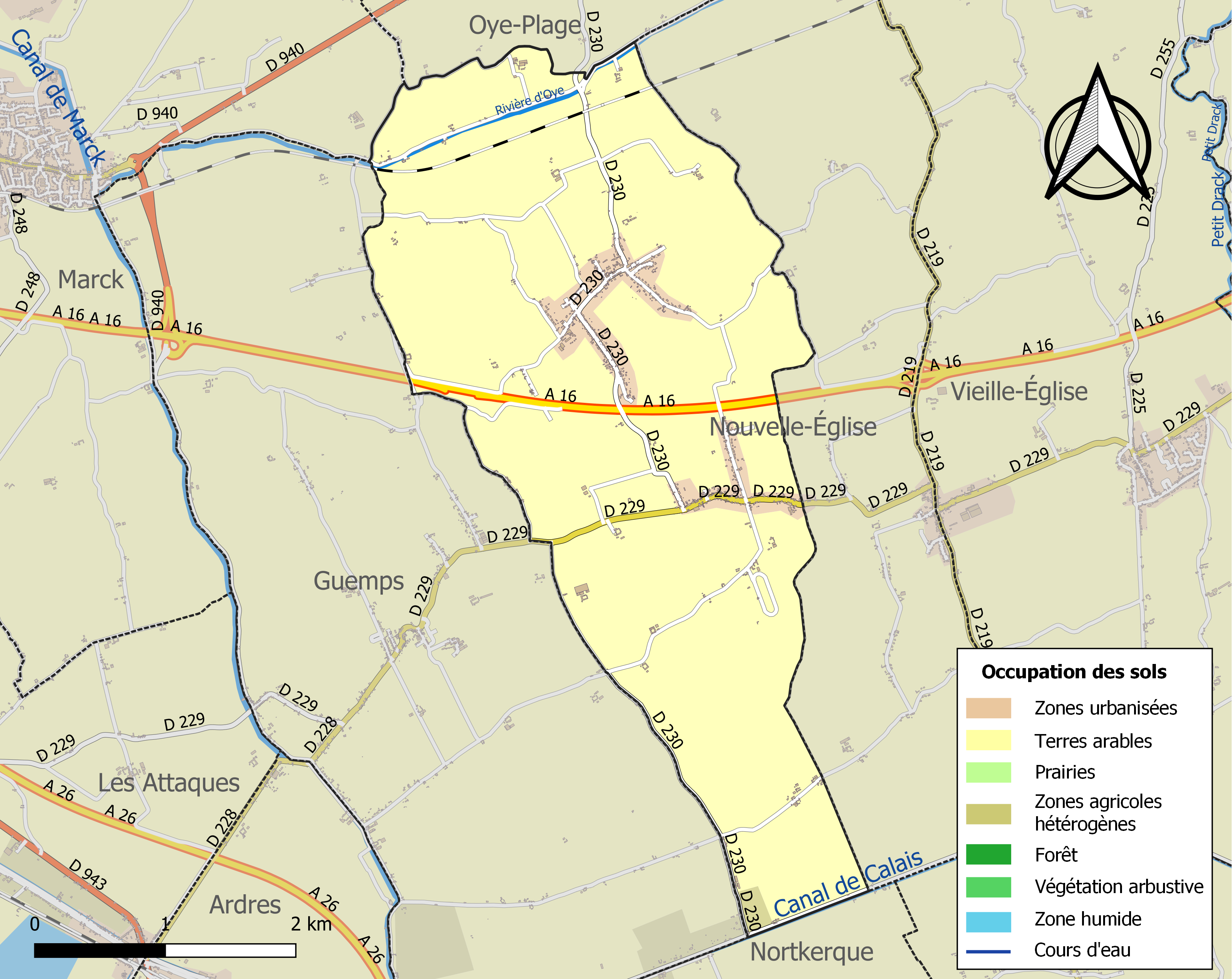
Kaart van de gemeente met belangrijkste infrastructuur, bodemgebruik en omliggende gemeenten

## Bezienswaardigheden
- De Moulin Lianne is een ronde stenen molen uit omstreeks 1809
- De Moulin des Olieux, een standerdmolen, heeft in Offekerque gestaan, maar bevindt zich tegenwoordig in het Musée des Moulins te Villeneuve-d'Ascq

## Demografie
Onderstaande figuur toont het verloop van het inwonertal (bron: INSEE-tellingen).